# Moe aikane
No Havaí pré-colonial, moe aikāne designava uma relação íntima entre parceiros do mesmo sexo, também conhecida como aikāne. Essas relações eram particularmente apreciadas por aliʻi nui (chefes) e por kaukaualiʻi masculinos e femininos realizando uma hana lawelawe ou um serviço esperado sem que um estigma social lhes fosse associado. Havia vários termos havaianos para descrever aikāne incluindo hoʻokamaka e noho ai (uma forma poética que se traduz como "alguém com quem se deitar").
Moe aikāne foram celebrados em muitos moʻolelo (lendas e histórias), incluindo as poesias épicas de Pele e Hiʻiaka. A maioria dos chefes, incluindo Kamehameha I, tinham moe aikāne. O tenente James King afirmou que "todos os chefes os tinham", relata-se, e uma história conta que o capitão Cook foi solicitado por um dos chefes a deixar King para trás, sendo tal pedido considerado uma grande honra. Vários membros da tripulação de Cook relataram essa tradição com grande desdém. O aventureiro e marinheiro americano John Ledyard comentou em detalhes sobre a tradição. Esses relacionamentos eram oficiais e de forma alguma escondidos. A relação sexual era considerada natural pelos havaianos daquela época.
A palavra e a categoria social de aikāne refere-se a: ai ou relacionamento sexual íntimo; e kāne ou homem/marido. No moʻolelo tradicional ou cânticos, mulheres e deusas (assim como aliʻi chefes) referiam-se às suas amantes femininas como aikāne, como quando a deusa Hiʻiaka refere-se à sua amante Hōpoe como aikāne. Durante o final do século XIX e início do século XX, a palavra aikāne foi "purificada" de seu significado sexual pelo colonialismo e, na versão impressa, significava simplesmente amigo. Contudo, em publicações em língua havaiana, seu significado metafórico pudesse significar amigo ou amante sem estigmatização.
Entre os homens, as relações sexuais geralmente começam quando os parceiros são adolescentes e continuam ao longo de suas vidas, mesmo que também mantenham parceiros heterossexuais. Essas relações são aceitas como parte da história da antiga cultura havaiana.
Enquanto moe aikāne pode ser considerado um exemplo de uma comunidade nominalmente heterossexual que aceita relacionamentos homossexuais e bissexuais, em seu livro Rethinking the Native Hawaiian Past, Kanalu G. Terry Young afirma que esses relacionamentos não eram bissexuais em um sentido social. Esses relacionamentos ʻōiwi wale não eram estigmatizados no ʻano da pessoa (natureza ou caráter de alguém).
Moe aikāne é diferente de māhū, um termo havaiano tradicional que se refere a indivíduos que têm um espírito duplo: masculino e feminino.